# كارين أوكونور
كارين أوكونور (بالإنجليزية: Karen O'Connor)‏ هي عالمة سياسة أمريكية، ولدت في 15 فبراير 1952.